# Четыровка
Четыровка — село в Кошкинском районе Самарской области. Административный центр сельского поселения Четыровка.

## География
Село находится на левом берегу реки Кондурча, на расстоянии примерно 10 км (по прямой) к югу от села Кошки, административного центра района.

### Часовой пояс
Село Четыровка, как и вся Самарская область, находится в часовой зоне МСК+1. Смещение применяемого времени относительно UTC составляет +4:00.

## История
Основано в 1840-х годах переселенцами из России и Украины. В 1910 году в селе насчитывалось 57 дворов и 305 жителей, проживали русские и украинцы. 

## Население
| 2010 |
| ---- |
| 299  |

### Национальный состав
Согласно результатам переписи 2002 года, в национальной структуре населения русские составляли 63 % из 296 чел., чуваши — 31 %.